# 歐仁·德拉克羅瓦美術館

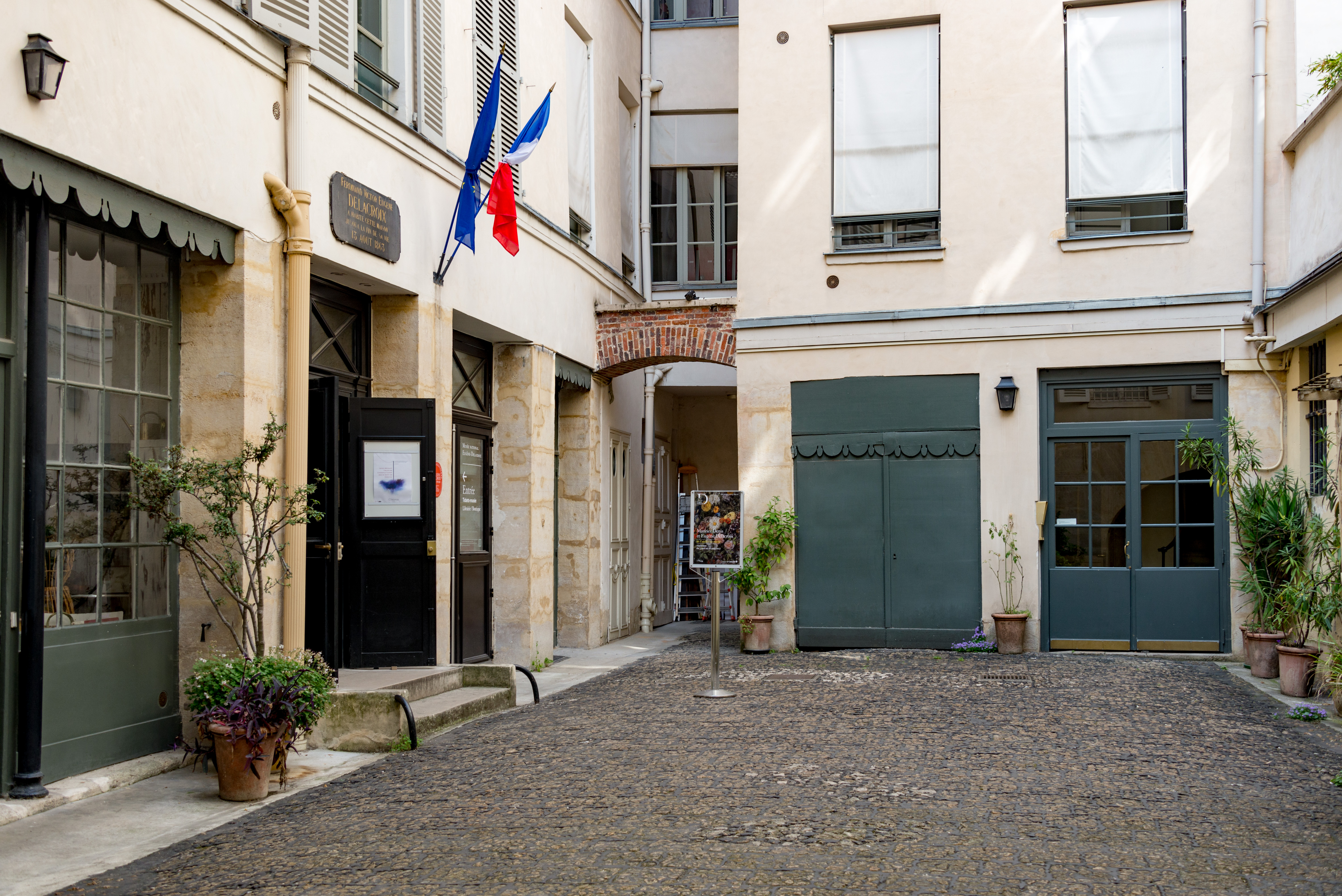
欧仁·德拉克罗瓦美术馆入口

歐仁·德拉克羅瓦美術館（法語：Musée National Eugène Delacroix）是位於法國首都巴黎第六區的一座國立美術館，附屬於盧浮宮美術館，開幕於1971年，美術館建築在1857年至1863年期間曾是德拉克羅瓦的工作室和住宅。除了德拉克羅瓦的繪畫作品之外，美術館也有收藏他的親筆信和他實際使用過的家具。

## 外部連結
- Eugène Delacroix (1798-1863): Paintings, Drawings, and Prints from North American Collections （页面存档备份，存于）, a full text exhibition catalog from The Metropolitan Museum of Art
- Hundreds of quotes from Delacroix on Twitter (140 words or less) （页面存档备份，存于）